# انگه، پنجاب
آنگه (به انگلیسی: Angah) یک شهرک در پاکستان است که در ناحیه خوشاب واقع شده‌است.